# Pietrar de grohotiș
Pietrarul de grohotiș sau  pietrarul cu creastă albă sau pietrarul negru cu creastă albă (Oenanthe leucopyga) este o pasăre din categoria păsărilor-pietrar, din familia Muscicapidae.
De lungime 17 – 18 cm, locuiește în Deșertul Sahara, Peninsula Arabică și Irak.
Se poate întâlni și în țările din vestul Europei.
Pasărea se hrănește cu insecte.
Este remarcabil modul în care își construiește cuibul. Acesta este prevăzut cu un veritabil sistem de răcire. Pasărea ridică, la umbra unui bolovan mai mare, o grămăjoară de pietricele în vârful căreia, într-o adâncitură, este plasat cuibul propiu-zis. Astfel, pietricelele oferă o bună izolație față de căldura solului, iar vântul răcoros se poate strecura printre ele. Mai mult, fiind poroasă, gresia absoarbe roua formată în nopțile reci ale deșertului, rouă care se evaporă în timpul zilei, răcorind cuibul. Prin acest sistem ingenios de răcire, ouăle (în număr de 5 - 6) nu ajung la o temperatură prea ridicată.

## Galerie

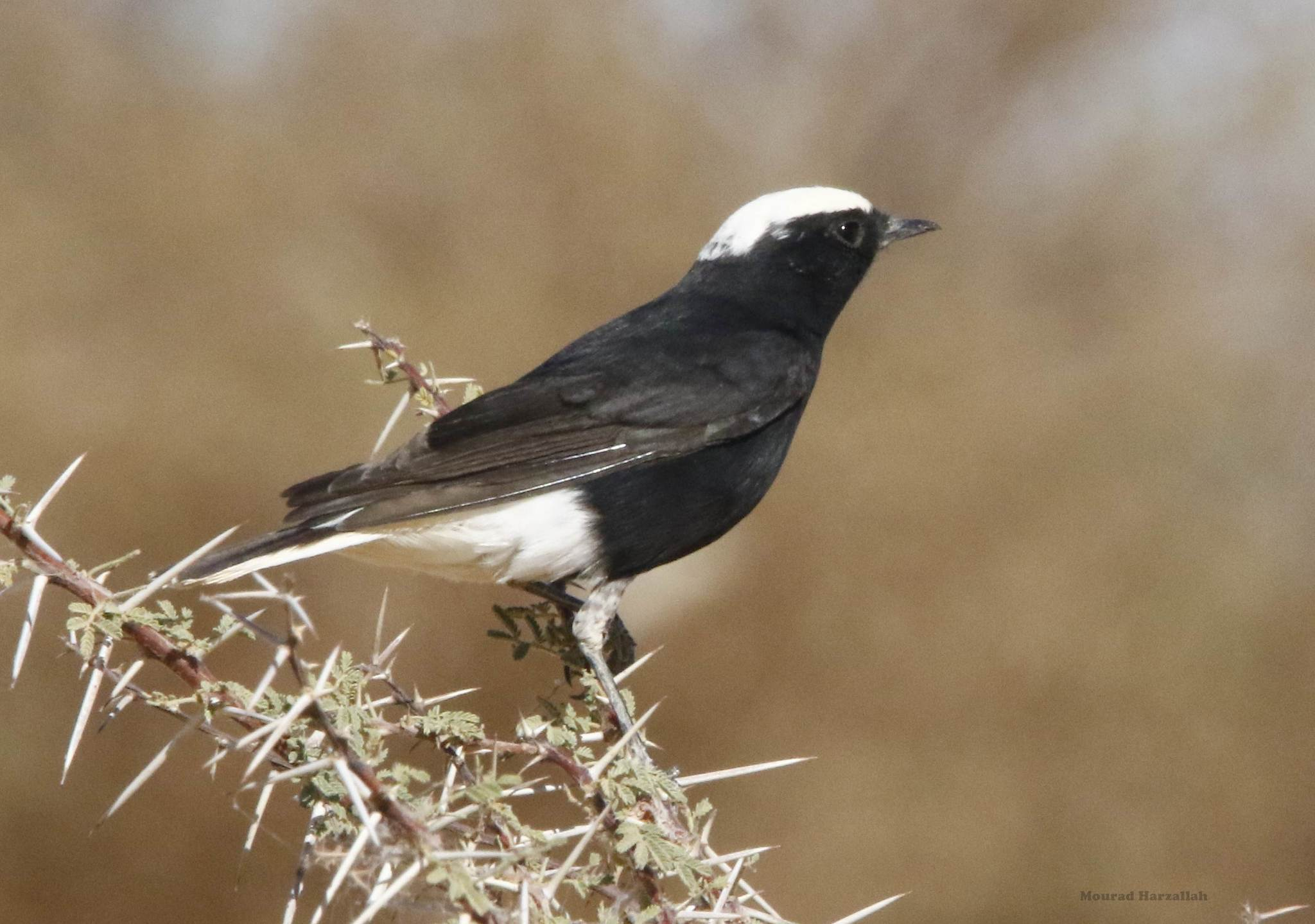
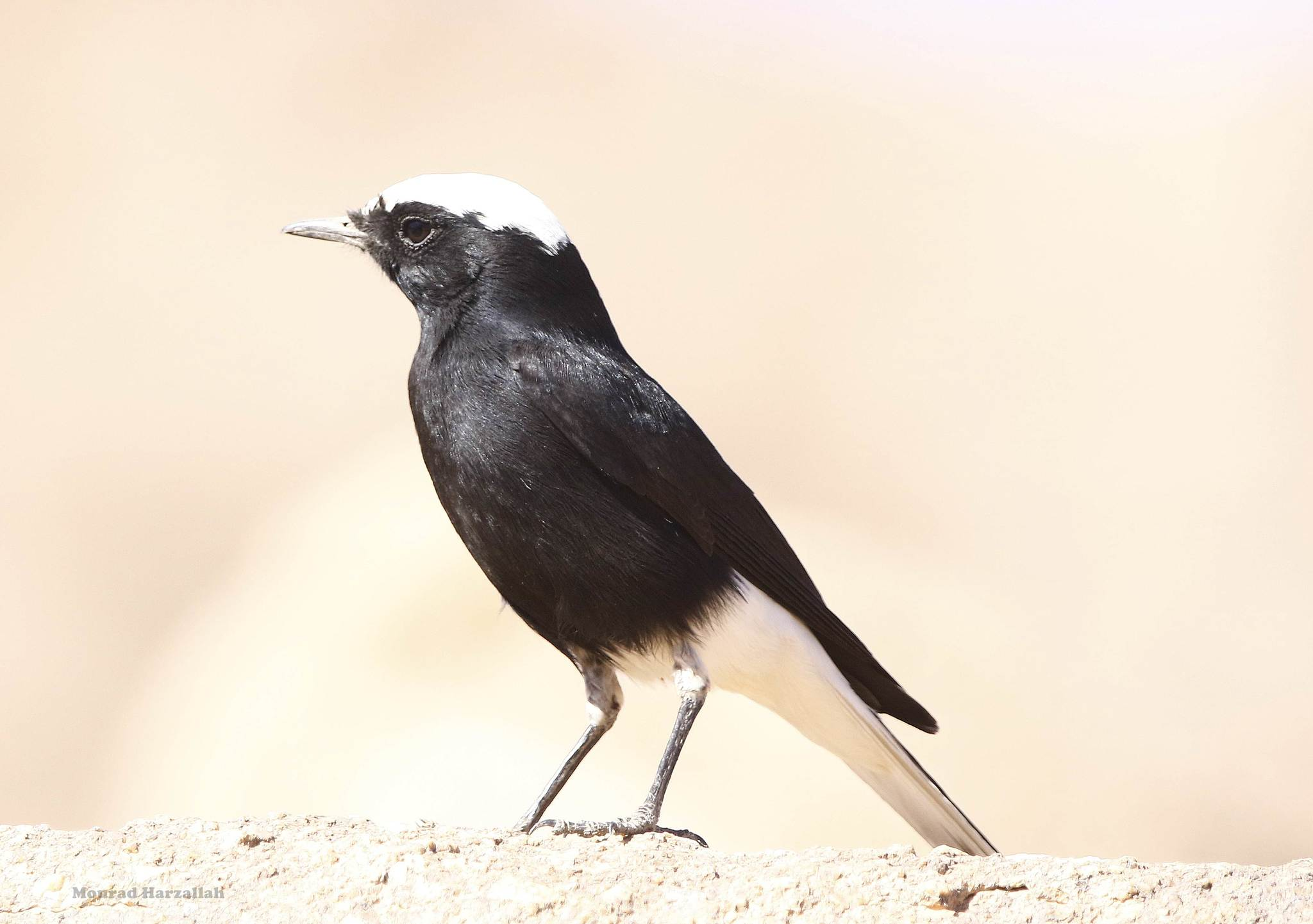
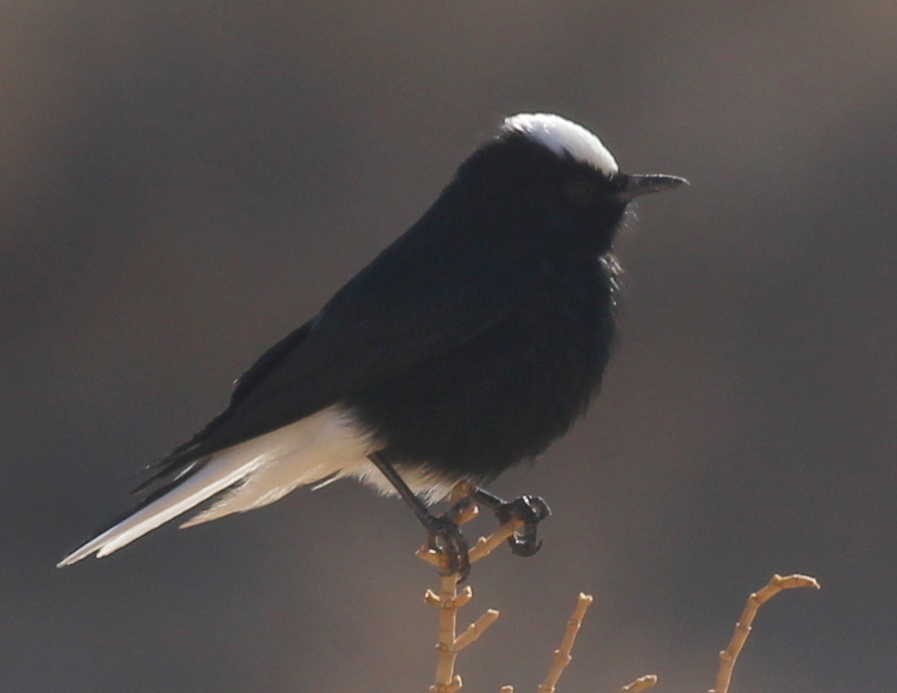